# Xã Holmesville, Quận Becker, Minnesota
Xã Holmesville (tiếng Anh: Holmesville Township) là một xã thuộc quận Becker, tiểu bang Minnesota, Hoa Kỳ. Năm 2010, dân số của xã này là 505 người.